# Duplicaria hiradoensis
Duplicaria hiradoensis é uma espécie de gastrópode do gênero Duplicaria, pertencente à família Terebridae.